# Морган Джеймс
Морган Джеймс (англ. Morgan James; нар. 24 листопада 1981) — американська співачка, акторка і автор пісень.

## Молодість і освіта
Джеймс народилася 24 листопада 1981 року в Бойсе, штат Айдахо. Коли вона була ще дитиною, сім'я часто переїжджала: зі штату Айдахо в Юту, Теннессі, і нарешті в Модесто, Каліфорнія, де Джеймс провела свої шкільні роки. Навчалася в середній школі Пітера Йохансена в Модесто, яку закінчила в 1999 році, в 18-річному віці вступила до Джульярдської школи у Нью-Йорку. Там вона вивчала оперу і отримала ступінь бакалавра музики в 2003 році.

## Особисте життя
Джеймс живе в Гарлемі зі своїм чоловіком, гітаристом і продюсером Дагом Вемблом, за якого вона вийшла заміж навесні 2016 року.

## Дискографія

### Альбоми
- Morgan James Live: A Celebration of Nina Simone (2012, Epic Records)
- Hunter (2014, Epic Records)

### Сингли
- «Call My Name» (2014)